# Козак Володимир Васильович (1984)
Володимир Васильович Козак (нар. 9 червня 1984, с. Романківці, Сокирянський район, Чернівецька область) — український юрист, підприємець. Народний депутат України 9-го скликання.

## Життєпис
Закінчив юридичний факультет Київського національного університету імені Тараса Шевченка, здобув ступінь бакалавра права. Навчався у Національній академії державного управління при Президентові України, де здобув ступінь магістра (спеціальність «Державне управління — управління суспільними процесами»).
Є експертом з питань експорту та залучення інвестицій.
Обіймав посаду директора ТОВ «Буковинський сад», працював юрисконсультом корпорації «Сварог Вест Груп».
Кандидат у народні депутати від партії «Слуга народу» на парламентських виборах 2019 року, № 68 у списку. На час виборів: фізична особа-підприємець, безпартійний. Проживає в Києві.
Член Комітету Верховної Ради з питань транспорту та інфраструктури.